# 生物戦争
生物戦争（せいぶつせんそう、英語：Biological warfare、BW、生物戦や細菌戦争とも）は、戦闘行為の中で人間、動物、または植物を殺したり無力化したりすることを目的とし、細菌、ウイルス、昆虫、真菌などの生物由来の毒素または病原体を使用する行為である。生物兵器として、生物または複製体（「生物」とは一般的に見なされていないウイルス）が用いられる。昆虫戦争は生物戦争のひとつの派生形である。
生物戦争は、核戦争、化学戦争、放射能兵器戦争とは区別され、これらとともにCBRN（大量破壊兵器（WMD）を使用を利用する核、生物、化学戦争のアクロニム、爆発物を加えてCBRNEとも称される）を構成している。これらはいずれも通常の兵器とは異なり、主に爆弾、運動エネルギー弾、もしくは焼夷弾に対抗するために配備される。
生物兵器は、脅迫または実際の配備のいずれかによって、敵に対して戦略上または戦術上の有利性を得るために、さまざまな方法で使用される。一部の化学兵器と同様に、生物兵器も接近阻止兵器として役立つ可能性がある。これらの薬剤は、致死的または非致死的である可能性があり、単一の個人、人々のグループ、または集団全体を標的とする場合がある。それらは、国家または非国家グループによって開発、取得、備蓄、または配備される可能性がある。後者の場合、または国家がそれを秘密裏に使用する場合、それはバイオテロリズムと見なされる。
生物兵器禁止条約と化学兵器禁止条約の両方の規定に基づいて一部の生物が産生する毒素が化学兵器の使用の対象となっているされているため、生物戦争と化学戦争は一部重複している。毒素と精神化学戦争は、しばしば中間スペクトル剤と呼ばれ、生物兵器とは異なり、これらの中間スペクトル剤は宿主内で繁殖せず、通常は潜伏期間が短いという特徴をもつ。
生物兵器の使用は、慣習国際法や国際人道法およびさまざまな条約の下で禁止されており、武力紛争における生物剤の使用は戦争犯罪となっている。

## 概要
生物兵器の大量生産、備蓄、使用を含む攻撃的な生物戦争は、1972年の生物兵器禁止条約（BWC）で禁止された。2013年4月現在、170カ国が批准または加盟しているこの条約は、多数の民間人が犠牲になり、経済的・社会的インフラに深刻な混乱をもたらす可能性のある生物学的攻撃を防ぐことを目的としている。現在、BWCの締結国を含む多くの国が生物戦争に対する防御または保護に関する研究を進めているが、これはBWCによって禁止されていない。
大量死の脅威をもたらすことができる国家やグループは、他の国家やグループとの相互作用の条件を変更することができる。 兵器の質量と開発・保管コストを考慮すると、生物兵器は、核兵器、化学兵器、または通常兵器をはるかに上回る破壊力と人命への損失を有している。したがって、生物兵器は、戦場での攻撃兵器としての有用性に加えて、戦略的抑止力としても潜在的に有効である。
軍事用の戦術兵器として、生物戦争の重大な問題は、効果が出るまでに何日もかかることであり、したがって、敵軍を直ちに止められない可能性がある。一部の生物兵器（天然痘、肺ペスト）は、エアロゾル化された呼吸飛沫を介して人から人へと感染する能力を持っている。この仕組みによって、中立軍や友好軍を含む意図しない集団に生物剤が伝染する可能性があるため、この機能は望ましくない場合がある。さらに、このような兵器は、たとえ使用する意図がなかったとしても、それが開発された研究室から「逃げ出す」可能性がある。たとえば、研究者が感染して、自分が感染していることに気づく前にそれを外部に伝染させることなどが考えられ、実際に研究室でエボラウイルスを扱っていた研究者がエボラ出血熱に感染して死亡したいくつかのケースが知られている（ただし、これらの事例では他に誰も感染していない）。彼らが生物戦争を目的とした研究を行っていたという証拠はないものの、生物戦争はその危険性を十分に認識している慎重な研究者であっても偶発的な感染の可能性があることを示している。 生物戦争の封じ込めは、特定の犯罪組織やテロ組織にとってはそれほど懸念事項ではないが、すべての国の軍および民間人にとっては依然として重大な懸念事項です。

## 歴史

### 古代と中世
生物戦の初歩的な戦術は古代から行われていた。
生物兵器の最古の使用例とされているのが、紀元前1500年から紀元前1200年のヒッタイト人が行った野兎病の感染者を敵地に送り込んで病気を蔓延させるという戦法である。他にもアッシリア人が敵地の井戸を麦角菌で汚染するという戦法を取ったが、戦果については記録されていない。スキタイ人や古代ローマ軍は剣や弓矢に排泄物や死体の血を塗り付けて、傷つけた相手に破傷風を負わせる戦法が流行っていた。1346年、クリミア半島の町カッファを包囲したジョチ・ウルス軍がペストに感染した死体を投石器で街に投げ込み、町中にペストを蔓延させるという戦法を取った。歴史家の間では、この戦術の結果が14世紀のペスト大流行に繋がったのではないかという議論がある。
16世紀以降のアフリカ各地では、生物兵器が広く使用されたとされており、その多くは毒矢や粉末を戦場に撒いたり、敵軍の馬や水源に毒を盛ったりする形で使用された。ボルグでは、殺傷、催眠術、興奮、解毒剤として機能する特殊な調合薬が使われていた。この薬剤は特定の専門技術を持つ医学者のみに許されていたという。

### 近世
フレンチ・インディアン戦争中の1763年6月、アメリカ先住民のインディアン連合がイギリスのピット砦を包囲した際、ピット砦の司令官ヘンリー・ブーケット大佐は、砦内の診療所に放置されていた天然痘に汚染された毛布を持ち出し、和平交渉に来たレナペ族代表団に与えるよう部下に命じた。この作戦後の1763年から1764年にかけてオハイオ州で100人の先住民が天然痘で死亡したことが報告されている。ただし、天然痘はそれ以前から十数年おきに発生を繰り返しており、レナペ族代表団は天然痘に感染すること無く後にブーケットと再会しているため、ピット砦の一件の影響なのか、レナペ族の間で元々天然痘が蔓延していたのかは不明である。アメリカ独立戦争中のジョージ・ワシントンは、イギリスのウィリアム・ハウ将軍が天然痘を患った人々をボストンから送り出し、他のアメリカ人に感染させようとしているという報告を耳にした。ワシントンはこの事を議会に報告したが、殆ど信用されなかった。ワシントンは兵士に予防接種を行い、天然痘の流行の影響を少なくした。歴史家の中には、1789年にオーストラリアのニューサウスウェールズに駐留していたイギリス海兵隊が、アボリジニに対して天然痘を故意に使用したと主張する者もいる。

### 近代
19世紀以降の生物学・細菌学の進歩に伴って、生物兵器の開発技術のレベルも発展した。第一次世界大戦中、ドイツ帝国は炭疽菌や鼻疽菌を使用した破壊工作を行ったが、結果は芳しくなかった。その後の1925年に締結されたジュネーブ議定書により、化学兵器や生物兵器の使用は禁止された。
第二次世界大戦が始まると、イギリスの軍需省は微生物学者ポール・フィルデスを責任者とする生物戦プログラムをポートンダウンに設立した。この研究はウィンストン・チャーチル首相の支援を受け、野兎病菌、炭疽菌、ブルセラ菌、ボツリヌス菌が効果的に兵器化されることになった。1942年、スコットランドのグリュナード島で大規模な炭疽菌散布実験が行われた結果、島全体が炭疽菌に汚染され、その後40年以上の間島は立ち入り禁止区域となった。英国は開発した生物兵器を実戦で使用することは無かったが、この計画により様々な致死的病原体の兵器化に成功し、工業生産に持ち込んだ最初のものであった。同時期にその他の国、特にフランスと日本は独自の生物兵器計画を始めていた。
アメリカが第二次世界大戦に参戦した際、連合国の資源は英国からの要請で貯蔵された。そして、アメリカは1942年にジョージ・W・メルク指揮の下、メリーランド州のフォート・デトリックに大規模な研究プログラムと産業団地を設立。この間に開発された生物・化学兵器は、ユタ州のダグウェイ実験場で実験された。間もなく、炭疽菌の胞子、ブルセラ菌、ボツリヌス菌を大量生産する施設ができたが、これらの兵器が実用化される前に戦争は終わりを迎えた。

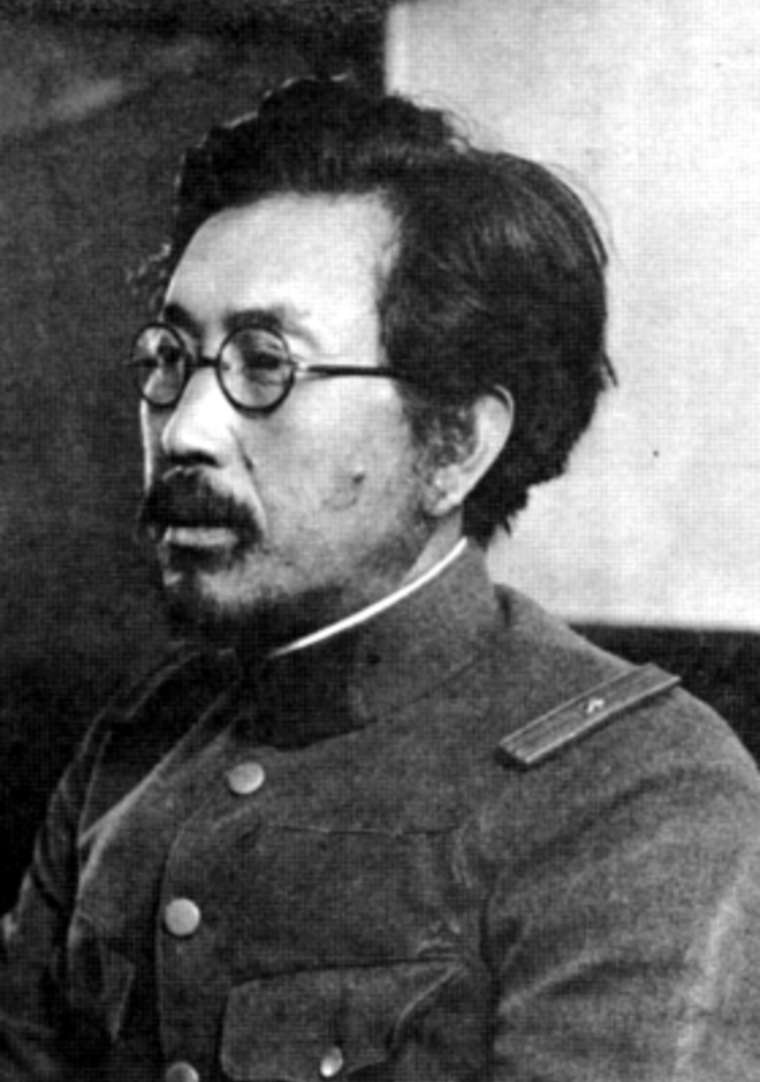
731部隊長 石井四郎中将

そして日本では、日中戦争の最中に日本陸軍が満州にて石井四郎中将率いる悪名高き731部隊が生物兵器計画を開始していた。731部隊は日中戦争で捕虜となった中国兵を使って人体実験を行っていたことで悪名高く、この日本の取り組みはアメリカやイギリスの計画のような技術的洗練さは無かったが、その広範囲な適用と無差別な残虐性においては、それらをはるかに凌駕するものであった。731部隊が開発した生物兵器は、実際に幾つかの軍事作戦で中国軍や中国の民間人に対して使用された。1940年、日本陸軍航空隊は、ペスト菌に感染したノミを満載したセラミック爆弾を寧波に投下している。この作戦は媒介となるノミの兵器としての非効率さから目立った戦果は無かったものの、一説には40万人の死者が出たと考えられる。1942年の浙贛作戦では、日本軍が使用した生物兵器に自軍が誤って晒され、病気にかかった合計1万人の日本兵のうち、約1,700人が死亡している。
太平洋戦争末期、日本軍は731部隊が開発したペストノミ爆弾を搭載した晴嵐を伊四百型潜水艦に乗せてアメリカ沿岸部に接近し、そこから飛び立ってカリフォルニア州サンディエゴの町に投下する「夜桜作戦」を計画した。この計画は1945年9月22日に発動される予定だったが、1945年8月15日に日本がポツダム宣言を受諾し降伏したため、実行には移されなかった。